# Andrea Gervasoni
Andrea Gervasoni (Castiglione delle Stiviere, 21 luglio 1975) è un ex arbitro di calcio e dirigente arbitrale italiano.

## Carriera
Inizia la carriera arbitrale tra i professionisti nel 2003 presso la C.A.N. C, e dopo soli tre anni di appartenenza e 44 presenze in Serie C1 (tra cui la direzione nella finale play-off di Serie C1 2006 tra Frosinone e Grosseto) viene promosso nella massima categoria arbitrale, la C.A.N. A-B per decisione dell'allora designatore Claudio Pieri.
Esordisce in Serie A il 23 dicembre 2006 in Livorno-Torino.
Il 3 luglio 2010, con la scissione della C.A.N. A-B in C.A.N. A e C.A.N. B, viene inserito nell'organico della C.A.N. A.
Viene dismesso il 30 giugno 2016 per limite di permanenza nel ruolo, dopo aver diretto, in tutta la carriera, 150 partite in Serie A (fino al termine della stagione 2015-2016).
Il 4 luglio 2016 viene nominato componente della C.A.N. D (Commissione Arbitri Nazionale Serie D) e, solo un anno dopo, il 4 luglio 2017, è nominato responsabile C.A.I. (Commissione Arbitri Interregionale). Il 5 luglio 2020 è invece nominato responsabile C.A.N. D.
Il 3 luglio 2021 è nominato componente della C.A.N. A-B.